# Callidora tegularis
Callidora tegularis là một loài tò vò trong họ Ichneumonidae.